# سوسو (نور)

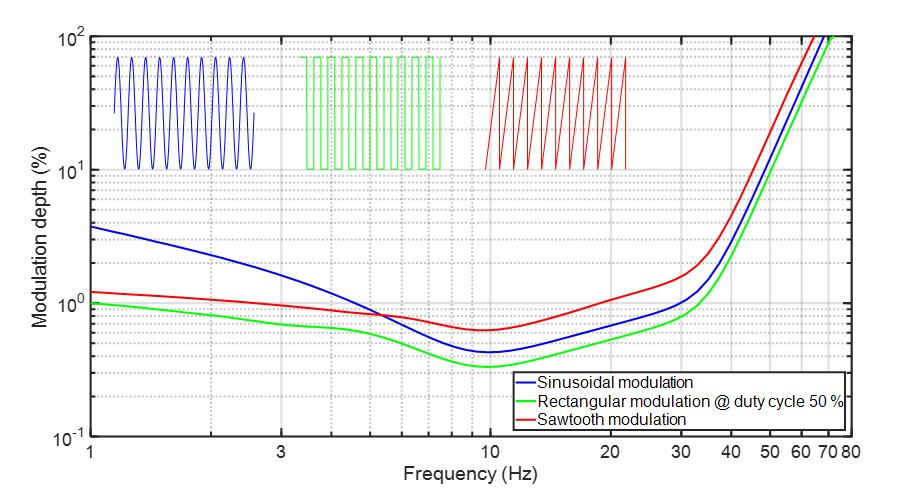
شکل ۱: منحنی‌های آستانه دید سوسو زدن برای سه نوع مختلف مدولاسیون نور. مقادیر عمق مدولاسیون به عنوان تابعی از فرکانس مدولاسیون که در آن سوسو زدن به‌طور متوسط قابل درک است (P _{st} ^{LM} = ۱ منحنی)

در ادراک بصری، سوسو زدن (به انگلیسی: Flicker) یک تغییر دیدنی برای انسان در نورتابی یک سطح روشن یا چشمهٔ نور است که می‌تواند به دلیل نوسان خود چشمهٔ نوری یا به دلایل بیرونی مانند نوسان سریع ولتاژ منبع تغذیه (سوسو زدن خط برق) یا ناسازگاری با دیمر خارجی باشد.
چشمک زدن، که به آن سوسوزن نیز می‌گویند، یک اصطلاح عمومی برای تغییر در روشنایی ظاهری، رنگ یا موقعیت یک جسم درخشان دوردست است که از طریق یک محیط دیده می‌شود.
سوسو زدن برای جانداران دیگری که آستانه ادراکی متفاوتی دارند وجود دارد.
نورسنج‌ها و حسگرهای تصویری به‌طور بالقوه می‌توانند سوسو زدن را در باندهای فرکانسی بسیار بالاتر از دید انسان تشخیص دهند. سرعت شاتر مورد استفاده در عکاسی متحرک می‌تواند با سوسو زدن با فرکانس بالا تعامل داشته باشد تا مصنوعات بصری در تصاویر گرفته‌شده ایجاد کند که سوسو زدن را نشان دهد که در غیر این صورت قابل توجه نباشد.
حساسیت طیفی چشم انسان به سوسو زدن به حالت ادراک بصری بستگی دارد. با توجه به آستانه همجوشی سوسو زدن در بینایی گوده مرکزی، دید ثابت به ندرت می‌تواند سوسو زدن بالای ۹۰ هرتز را تشخیص دهد، در حالی که سوسو زدن را می‌توان در طول حرکت جهشی چشم بصری تا یا فراتر از ۱ کیلوهرتز درک کرد.
سوسو زدن به دلیل عوامل مکانیکی مانند فرکانس خط AC (معمولاً ۵۰ یا ۶۰ هرتز) ساختار فرکانسی پایداری خواهد داشت، در حالی که سوسو زدن یک لامپ بخارکرده یا خراب اغلب ساختار فرکانسی آشفته یا نامنظم دارد.